# Aussichtsturm Gletschergarten
Der Aussichtsturm Gletschergarten befindet sich im Gletschergarten, einem Museum in der Stadt Luzern im Kanton Luzern.

## Situation
Der im Jahre 1873 aus Holz erstellte Turm ist 11 Meter hoch. 44 Treppenstufen führen zur Aussichtsplattform in 9 Meter Höhe.
Von der Plattform aus bietet sich eine Aussicht über die Stadt Luzern und zum Pilatus.

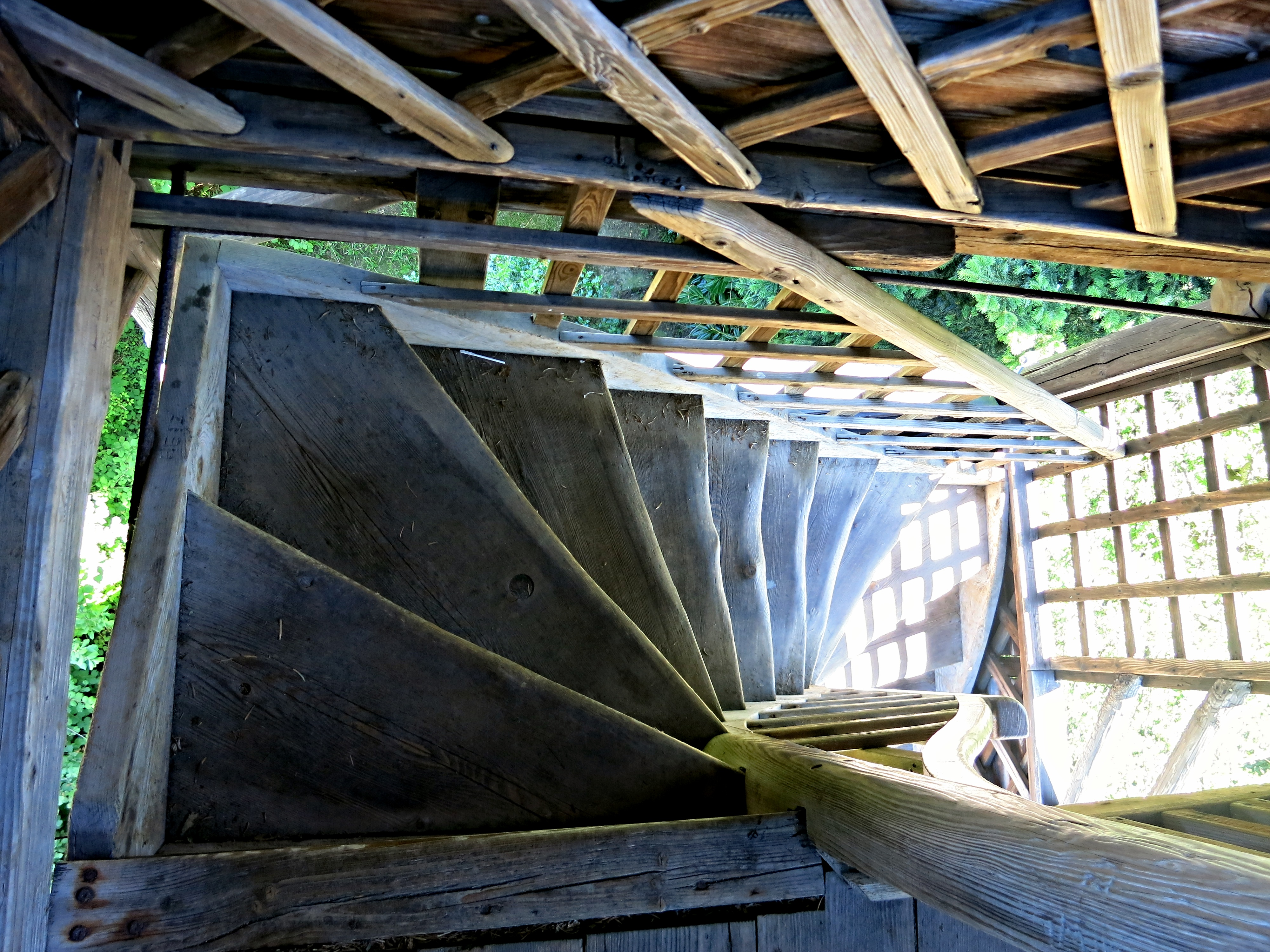
Treppen
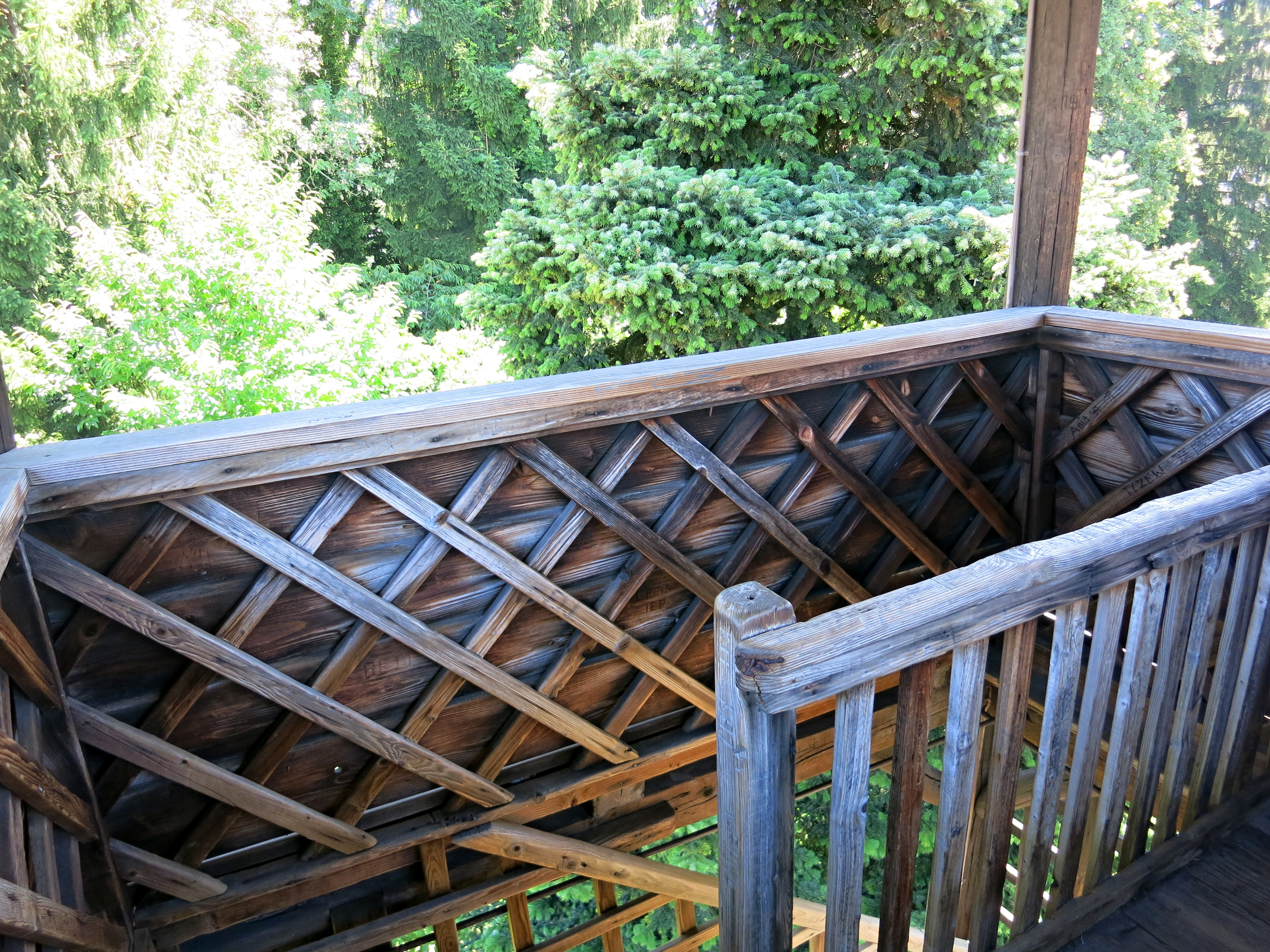
Aussichtsplattform